# Francesco Lamperti
Pour les articles homonymes, voir Lamperti.
Francesco Lamperti (Savone, le 11 mars 1813 - Côme, le 1er mai 1892) est un musicien, professeur de chant et écrivain italien.

## Biographie
Natif de Savone, Francesco Lamperti a fréquenté jeune le Conservatoire de Milan où il a étudié le piano et l'orgue. Son amour de la musique lui avait été transmis par sa mère qui était une chanteuse d'opéra. Après avoir terminé ses études, il a été nommé co-directeur du Teatro Filodrammatico de Lodi.

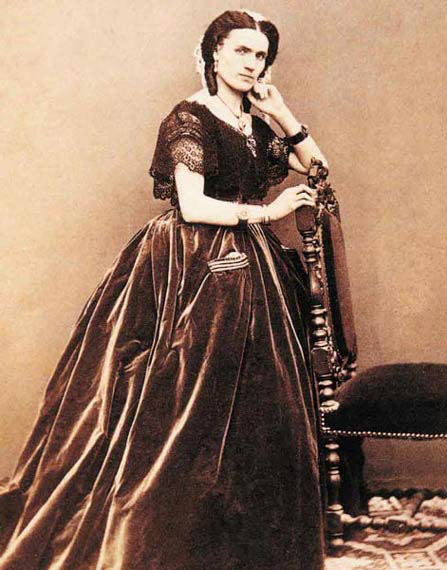
La soprano Teresa Stolz

À partir du début de 1850, il a commencé sa carrière en tant que professeur de chant au Conservatoire de Milan, un poste qu'il a occupé pendant 25 années. En 1875, il a décidé de renoncer à l'enseignement au conservatoire pour se consacrer à l'enseignement privé.
Parmi ses élèves, on trouve Irene Abendroth, Emma Albani, Gottardo Aldighieri (en), Max Alvary, Désirée Artôt, Sona Aslanova, Marie Basta, David Bispham (en), Italo Campanini (en), Virgilio Collini, Wanda von Bogdani (de), Hermann Brag (de), Friedrich Caliga-Reh (de), Sophie Cruvelli, Julie Dumont-Suvanny (de), Franz Ferenczy (en), Friederike Grün (en), Signe Hebbe, Ludmiła Jeske-Choińska, Stanisław Niewiadomski (de), Bernhard Noeldechen (de), Romilda Pantaleoni, Adelina Paschalis-Souvestre, Pietro Repetto, Adolf Robinson (en), Marcella Sembrich, Maria Waldmann, Herbert Witherspoon (en), Marie van Zandt, Cornélie van Zanten (de) et surtout Teresa Stolz qui est devenue l'une des chanteuses les plus connues du siècle, consacrée par la création d'Aida de Verdi, pour qui elle était l'une des chanteuses préférées.
Ses méthodes d'enseignement étaient similaires à celles utilisées tout au long du XIXe siècle. Il s'est consacré également à l'écriture de nombreux traités sur le sujet.
Dans les dernières années de sa vie, il est devenu commandeur de l'Ordre de la Couronne d'Italie. Il est mort à Côme en 1892.
Son fils Giovanni Battista Lamperti (1839-1910) était aussi un musicien et professeur de chant.

## Publications
- Guida teorico-pratica-elementare per lo studio del canto, Milan, Ricordi, 1864.
- Studi di bravura per soprano, Milan, Ricordi, 1875.
- Scuola di canto contenente sei solfeggi e sei vocalizzi con accomp.to di Pianoforte per voce di soprano..., 8 fascicoli, Milan, F. Lucca, 1876. Comprend:

Sei solfeggi per tenore
Sei solfeggi per soprano
Sei solfeggi per mezzo soprano o contralto
Sei vocalizzi per tenore
Sei vocalizzi per soprano
Sei vocalizzi per mezzo soprano o contralto
Solfeggi per baritono
Vocalizzi per baritono.
- Esercizi giornalieri per soprano o mezzo-soprano
- Osservazioni e consigli sul trillo, Londres, Ricordi, 1878.
- L'arte del canto, Milan, Ricordi, 1883.